# Rochester University
Die Rochester University ist eine kleine private und christliche Hochschule in Rochester Hills im US-Bundesstaat Michigan. Sie bietet insbesondere Kurse im Bereich der Pädagogik und der Wirtschaft. Im Herbst 2021 waren 1.114 Studierende eingeschrieben.